# Lam Kubu
Lam Kubu is een bestuurslaag in het regentschap Aceh Besar van de provincie Atjeh, Indonesië. Lam Kubu telt 211 inwoners (volkstelling 2010).